# Coupe Challenge féminine de handball 2003-2004
Navigation
Coupe Challenge 2002-2003 Coupe Challenge 2004-2005
La coupe Challenge 2003-2004 est la 11e édition de la Coupe Challenge féminine de handball, compétition créée en 1993.

## Formule
La coupe Challenge, a priori la moins réputée des différentes compétitions européennes, est également appelée C4. 
L’épreuve débute par un tour préliminaire où huit équipes, réparties en deux groupes de quatre, se disputent la qualification pour les seizièmes de finale. 
Tous les autres tours se déroulent en matches aller-retour, y compris la finale. 

## Tour préliminaire
| Équipe                  | Équipe                      |
| ----------------------- | --------------------------- |
| RK Salonastit Vranjic   | SSV Dornbirn/Schoren        |
| Le Havre AC             | STHV J. Melveren            |
| S.A. Merignacais HB     | Zeljo NG Hadzici            |
| TSV Bayer 04 Leverkusen | Drut Belpak Belinichi       |
| ÍB Vestmannaeyja        | Etar Veliko 64 Tarnovo      |
| A.S Altamura            | ZRK Tvin-Trgocentar         |
| MKS Vitaral Jelfa       | Latsia Nicosia              |
| Colégio de Gaia         | APS Makedonikos             |
| Uni Ursus Cluj          | GS Elpides Drama            |
| Spono Nottwil Handball  | Policastelliri              |
| Anadolu University S.C. | Juventude Desportiva do Lis |
| Eskisehir Osmangazi USK | TV Uster                    |
| Motor 2 Zaporozhye      | HC Dnepryanka Kherson       |

| Date Aller      | Club                            | Aller   | Total   | Retour  | Club                        | Date Retour     |
| --------------- | ------------------------------- | ------- | ------- | ------- | --------------------------- | --------------- |
| 9 janvier 2004  | Colégio de Gaia                 | 33 - 27 | 63 - 50 | 30 - 23 | Zeljo NG Hadzici            | 10 janvier 2004 |
| 9 janvier 2004  | Spono Nottwil Handball          | 30 - 20 | 66 - 38 | 36 - 18 | APS Makedonikos             | 11 janvier 2004 |
| 10 janvier 2004 | Motor 2 Zaporozhye              | 30 - 25 | 60 - 49 | 30 - 24 | Drut Belpak Belinichi       | 11 janvier 2004 |
| 10 janvier 2004 | A.S Altamura                    | 40 - 24 | 71 - 62 | 31 - 38 | Policastelliri              | 17 janvier 2004 |
| 10 janvier 2004 | ZRK Tvin-Trgocentar, Virovitica | 22 - 24 | 47 - 58 | 25 - 34 | RK Salonastit Vranjic       | 17 janvier 2004 |
| 10 janvier 2004 | GS Elpides Drama                | 21 - 34 | 38 - 68 | 17 - 34 | TSV Bayer 04 Leverkusen     | 17 janvier 2004 |
| 10 janvier 2004 | SSV Dornbirn/Schoren            | 23 - 32 | 45 - 60 | 22 - 28 | S.A. Merignacais HB         | 18 janvier 2004 |
| 10 janvier 2004 | MKS Vitaral Jelfa               | 32 - 15 | 70 - 35 | 38 - 20 | TV Uster                    | 18 janvier 2004 |
| 11 janvier 2004 | Uni Ursus Cluj                  | 42 - 25 | 71 - 46 | 29 - 21 | Latsia Nicosia              | 18 janvier 2004 |
| 11 janvier 2004 | Anadolu University S.C.         | 44 - 25 | 88 - 52 | 44 - 27 | Juventude Desportiva do Lis | 17 janvier 2004 |
| 11 janvier 2004 | Le Havre AC                     | 34 - 19 | 71 - 30 | 37 - 11 | STHV J. Melveren            | 17 janvier 2004 |
| 17 janvier 2004 | HC Dnepryanka Kherson           | 20 - 24 | 40 - 42 | 20 - 18 | Eskisehir Osmangazi USK     | 18 janvier 2004 |
| 17 janvier 2004 | ÍB Vestmannaeyja                | 38 - 16 | 55 - 34 | 17 - 18 | Etar Veliko 64 Tarnovo      | 18 janvier 2004 |

## Huitièmes de finale
| Équipe                   |
| ------------------------ |
| 1. FC Nürnberg Handball  |
| Borussia Dortmund        |
| Universitatea Remin Deva |

| Équipe                  | Équipe                  |
| ----------------------- | ----------------------- |
| RK Salonastit Vranjic   | Le Havre AC             |
| S.A. Merignacais HB     | TSV Bayer 04 Leverkusen |
| ÍB Vestmannaeyja        | A.S Altamura            |
| MKS Vitaral Jelfa       | Colégio de Gaia         |
| Uni Ursus Cluj          | Spono Nottwil Handball  |
| Anadolu University S.C. | Eskisehir Osmangazi USK |
| Motor 2 Zaporozhye      | -                       |

| Date Aller      | Club                     | Aller   | Total   | Retour  | Club                       | Date Retour     |
| --------------- | ------------------------ | ------- | ------- | ------- | -------------------------- | --------------- |
| 14 février 2004 | Motor 2 Zaporozhye       | 28 - 31 | 53 - 57 | 25 - 26 | RK Salonastit Vranjic      | 15 février 2004 |
| 14 février 2004 | 1. FC Nürnberg Handball  | 35 - 25 | 59 - 53 | 24 - 28 | Uni Ursus Cluj             | 21 février 2004 |
| 14 février 2004 | Borussia Dortmund        | 25 - 15 | 60 - 38 | 35 - 23 | Spono Nottwil Handball     | 21 février 2004 |
| 15 février 2004 | TSV Bayer 04 Leverkusen  | 36 - 11 | 69 - 23 | 33 - 12 | Eskisehir Osmangazi Uni SK | 22 février 2004 |
| 15 février 2004 | Le Havre AC              | 22 - 30 | 49 - 57 | 27 - 27 | ÍB Vestmannaeyja           | 22 février 2004 |
| 15 février 2004 | Anadolu University S.C.  | 34 - 22 | 67 - 56 | 33 - 34 | S.A. Merignacais HB        | 22 février 2004 |
| 20 février 2004 | Universitatea Remin Deva | 34 - 18 | 61 - 41 | 27 - 23 | A.S Altamura               | 21 février 2004 |
| 20 février 2004 | Colégio de Gaia          | 17 - 32 | 37 - 69 | 20 - 37 | MKS Vitaral Jelfa          | 21 février 2004 |

## Phase finale

### Quarts de finale
| Date Aller   | Club                    | Aller   | Total   | Retour  | Club                     | Date Retour  |
| ------------ | ----------------------- | ------- | ------- | ------- | ------------------------ | ------------ |
| 13 mars 2004 | ÍB Vestmannaeyja        | 37 - 26 | 60 - 58 | 23 - 32 | RK Salonastit Vranjic    | 14 mars 2004 |
| 13 mars 2004 | 1. FC Nürnberg Handball | 40 - 26 | 68 - 46 | 28 - 20 | Anadolu University S.C.  | 21 mars 2004 |
| 14 mars 2004 | Borussia Dortmund       | 29 - 27 | 58 - 60 | 29 - 33 | Universitatea Remin Deva | 20 mars 2004 |
| 14 mars 2004 | TSV Bayer 04 Leverkusen | 29 - 18 | 45 - 45 | 16 - 27 | MKS Vitaral Jelfa'       | 21 mars 2004 |

### Demi-finales
| Date Aller    | Club                     | Aller   | Total   | Retour  | Club              | Date Retour   |
| ------------- | ------------------------ | ------- | ------- | ------- | ----------------- | ------------- |
| 17 avril 2004 | 1. FC Nürnberg Handball  | 38 - 22 | 74 - 47 | 36 - 25 | ÍB Vestmannaeyja  | 24 avril 2004 |
| 17 avril 2004 | Universitatea Remin Deva | 41 - 27 | 64 - 58 | 23 - 31 | MKS Vitaral Jelfa | 24 avril 2004 |

### Finale
| Date Aller  | Club                    | Aller   | Total   | Retour  | Club                     | Date Retour |
| ----------- | ----------------------- | ------- | ------- | ------- | ------------------------ | ----------- |
| 15 mai 2004 | 1. FC Nürnberg Handball | 29 - 23 | 58 - 56 | 29 - 33 | Universitatea Remin Deva | 22 mai 2004 |

## Les championnes d'Europe
| Championne d'Europe Coupe Challenge 2004 1. FC Nürnberg Handball 1er titre |

## Statistiques

### Buteuses
| Rang | Joueuse                      | Équipe                   | Buts |
| ---- | ---------------------------- | ------------------------ | ---- |
| 1    | Valentina Neli Ardean Elisei | Universitatea Remin Deva | 69   |
| 2    | Agata Wypych                 | MKS Vitaral Jelfa        | 58   |
| 3    | Elena Avadanii               | Universitatea Remin Deva | 57   |